# Pavel Badea
Pavel Badea (* 10. Juni 1967 in Craiova) ist ein ehemaliger rumänischer Fußballspieler, -trainer und Funktionär. Der Mittelfeldspieler bestritt insgesamt 380 Spiele in der rumänischen Divizia A, der südkoreanischen K-League und der japanischen J. League, ehe er seine Karriere im Jahr 2004 beendete.

## Karriere als Spieler

### Verein
Die Karriere von Pavel Badea begann in seiner Heimatstadt Craiova bei Universitatea Craiova, das seinerzeit zu den besten rumänischen Fußballvereinen zählte. Dort rückte er schon im Alter von 16 Jahren in den Kader der ersten Mannschaft auf und kam am 5. Mai 1984 zu seinem ersten Einsatz in der höchsten rumänischen Fußballliga, der Divizia A (heute Liga 1). Bereits in der folgenden Spielzeit kam er regelmäßig zum Einsatz und konnte sich im Lauf der Saison 1985/86 schließlich als Stammspieler etablieren. Mit Uni Craiova spielte er zwar stets im Vorderfeld der Liga mit, konnte aber nicht in den Kampf um die Meisterschaft eingreifen, die in der zweiten Hälfte der 1980er-Jahre von Steaua und Dinamo Bukarest dominiert wurde. In der Saison 1990/91 gelang ihm schließlich mit dem Gewinn der Meisterschaft und dem Pokalsieg der größte Erfolg seiner Karriere.
Im Sommer 1992 verließ Badea Craiova und wechselte ins Ausland zu Lausanne Sport in die Schweizer Nationalliga A. In Lausanne wurde er auf Anhieb Stammspieler und konnte sich mit dem Klub dreimal in Folge für die Finalrunde um die Schweizer Meisterschaft qualifizieren, ohne jedoch in den Kampf um die Europapokalplätze eingreifen zu können. Im Jahr 1995 kehrte er nach drei Jahren in seine Heimat zurück und spielte erneut für seinen ehemaligen Klub Uni Craiova.
In der Winterpause 1995/96 erhielt Badea ein Angebot aus der südkoreanischen K-League und wechselte zu Suwon Bluewings nach Fernost. Schon in seiner ersten Spielzeit gewann er mit seinem Verein die Rückrunde und konnte sich für das Finale um die Meisterschaft qualifizieren, unterlag dort aber Ulsan Hyundai FC. Auch im südkoreanischen Pokal reichte er nach einer Finalniederlage gegen Pohang Atom nur zu einem zweiten Platz. In der folgenden Spielzeit konnte der Klub nicht an die Erfolge anknüpfen.
Zu Beginn des Jahres 1998 verließ Badea Südkorea und wechselte in die japanische J. League zu Bellmare Hiratsuka, wechselte aber schon nach einem Jahr zum Ligakonkurrenten Kashiwa Reysol, ehe er ein weiteres Jahr später zu Avispa Fukuoka kam. Wie auch auf den Stationen zuvor konnte er sich in Japan nicht dauerhaft durchsetzen und spielte mit seinen Vereinen nicht um die Meisterschaft mit. Nach dem Abstieg mit Avispa Fukuoka zum Ende der Saison 2001 kehrte er nach Rumänien zurück und schloss sich zunächst FC Extensiv Craiova in der Divizia B an, kehrte aber im Sommer 2002 nach nur einem halben Jahr zu seinem Stammverein Uni Craiova zurück. Dort beendete er im Jahr 2004 seine Karriere, nachdem er während der Hinrunde bereits als Spielertrainer aushelfen musste.

### Nationalmannschaft
Badea bestritt neun Spiele für die rumänische Fußballnationalmannschaft und erzielte dabei zwei Tore. Seinen ersten Einsatz hatte er am 29. August 1990 im Freundschaftsspiel gegen die Sowjetunion, als ihn der neue Nationaltrainer Gheorghe Constantin in der 85. Minute für Ilie Dumitrescu einwechselte. In der folgenden EM-Qualifikation wurde er sowohl von Constantin als auch von dessen Nachfolger Mircea Rădulescu nur sporadisch eingesetzt und kam zumeist in Freundschaftsspielen zum Zuge. Sein letztes Länderspiel bestritt er am 14. Oktober 1992 gegen Belgien.

## Karriere als Trainer
Schon zum Ende seiner aktiven Laufbahn war Badea in der Saison 2003/04 kurzzeitig als Spielertrainer von Universitatea Craiova tätig. Ab dem 25. Februar 2004 war er zunächst als Vereinspräsident im Amt, übernahm aber in der folgenden Spielzeit auch kurzzeitig auch das Trainerruder von Mircea Rednic. Er blieb jedoch glücklos, so dass sich der Klub angesichts des nahenden Abstiegs von ihm trennte. Anschließend war Badea Sportdirektor von CS Universitatea Craiova, dem Verein, dessen Fußballabteilung sich 1991 als FC Universitatea Craiova losgelöst hatte.

## Erfolge/Titel

### Verein
Universitatea Craiova
- Rumänischer Meister: 1991
- Rumänischer Pokalsieger: 1991

Suwon Bluewings
- Südkoreanischer Meister: 1998
- Vizemeister: 1996
- Südkoreanischer-FA-Cup-Finalist: 1996
- Asienpokal-der-Pokalsieger-Finalist: 1998

Kashiwa Reysol
- Japanischer Ligapokal-Sieger: 1999